# Orsera (Brioni)
Orsera (in croato Vrsar) è un isolotto disabitato della Croazia e fa parte dell'arcipelago delle isole Brioni, lungo la costa istriana.
Amministrativamente appartiene all'istituzione pubblica del Parco nazionale di Brioni del comune di Pola, nella regione istriana.

## Geografia
Orsera si trova nella parte centro-meridionale dell'arcipelago delle isole Brioni, 455 m a ovest di Brioni Maggiore, 715 m a sudest di Vanga e 950 m a sudovest di Madonna del deserto. Nel punto più ravvicinato, punta Cristo (rt Proština), dista dalla terraferma 4,33 km.
Orsera è un isolotto di forma ovale, orientato in direzione nord-sud, che misura 310 m di lunghezza e 265 m di larghezza massima. Ha una superficie di 0,0589 km² e uno sviluppo costiero di 0,946 km. Al centro, raggiunge un'elevazione massima di 11,5 m s.l.m.

### Cartografia
- (HR) Mappa topografica della Croazia 1:25000, su preglednik.arkod.hr.